# فاليري سوروكين
فاليري سوروكين (بالروسية: Валерий Александрович Сорокин)‏ هو لاعب كرة قدم روسي في مركزي الوسط والدفاع، ولد في 27 مارس 1987 في كيروف في روسيا. لعب مع دينامو بريانسك.

## وصلات خارجية
- فاليري سوروكين على موقع Soccerway.com (الإنجليزية)